# Rudoka
Rudoka (makedonsky Рудока, albánsky Maja e Njeriut, 2660 m n. m.) je nejvyšší hora Kosova. Nachází se v pohoří Šar planina na kosovsko-severomakedonské hranici.
Kosovská část masivu leží na území opštiny Dragaš, severomakedonská na území opštiny Vrapčište. Hora se nachází v hlavním hřebeni mezi vrcholy Golema Vraca (2583 m) na jihozápadě a Čelepinski vrv (2554 m) na severozápadě. V severní části masivu Rudoky se z hlavního hřebene odděluje rozsocha směřující severovýchodním směrem k vrcholu Borislavec (2602 m). Pod severovýchodními svahy hory se nachází jezero Črno ezero (2122 m).
Mnoho zdrojů stále uvádí jako nejvyšší horu Kosova Gjeravicu, tento omyl vznikl kvůli nejasně vedené srbsko-makedonské hranici, jejíž přesný průběh stanovila až smlouva mezi Jugoslávií a Makedonií z roku 2001.

## Přístup
- ze severomakedonské strany z osady Gjurgevište či z osady Senokos
- z kosovské strany z osady Brod